# Israël Silvestre

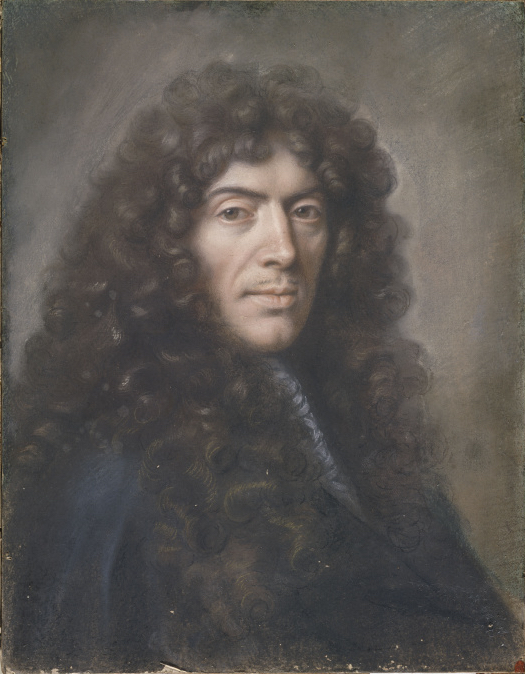
Porträt von Charles Le Brun: Israël Silvestre, um 1670

Israël Silvestre, genannt Israël Silvestre der Jüngere (* 13. August 1621 in Nancy; † 11. Oktober 1691 in Paris) war ein französischer Maler und Kupferstecher.

## Leben
Israel war der Sohn des Radierers Israel Silvestre des Älteren. Er lernte die Grundlagen der Zeichnung und Malerei unter der Leitung seines Vaters und zeigte sehr früh eine große Begabung für die Kunst. Im Jahr 1631 verlor Silvestre seine Eltern und kam zu seinem Onkel Israël Henriet nach Paris, der ihn aufnahm wie seinen eigenen Sohn. Er perfektionierte seine Kunst als Zeichner bei seinem Onkel, der mit Jacques Callot befreundet war und ihn als Schüler nahm.

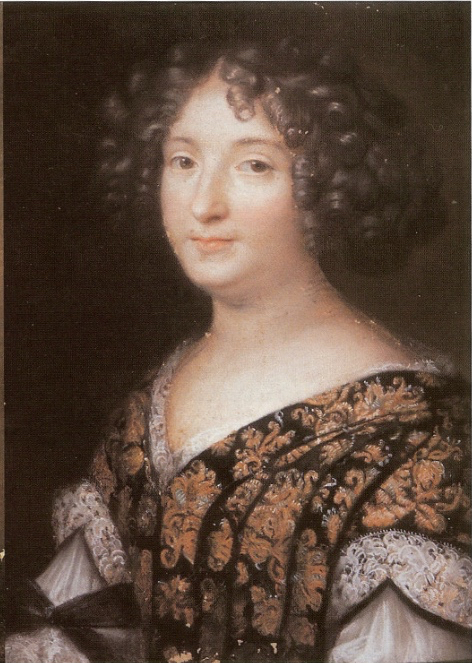
Porträt von Charles Le Brun: Henriette Sélincart, um 1670

Später reiste er durch mehrere Provinzen von Frankreich und schrieb eine Vielzahl von Büchern und erwarb seinen Ruf als Zeichner und Kupferstecher. Seine Reise führte Silvestre auch nach Italien, wo er die Alten Meister studierte. Im Jahr 1662 wurde er Hofmaler und Graveur des französischen Königs Ludwig XIV. und lebte mit seiner Familie im Louvre.
Am 10. September 1662 heiratete Israël Silvestre in der Kirche St-Germain-l’Auxerrois Henriette Sélincart († 1680), Tochter eines Tuchhändlers aus Paris. Aus der gemeinsamen Ehe gingen zehn Kinder hervor, von denen drei Söhne das Erwachsenenalter erreichten:
- Charles-François (* 1667)
- Alexander (* 1672)
- Louis (1675–1760)